# شرق ألدغيت (محطة مترو أنفاق لندن)
شرق ألدغيت (بالإنجليزية: Aldgate East)‏ هي إحدى محطات مترو أنفاق لندن. تقع على خط هامرسميث وسيتي وديستريكت أفتتحت في المنطقة (Zone) رقم 1 أفتتحت في 6 أكتوبر 1884 تغيير الموقع 31 أكتوبر 1938. 